# Ankarai vonatütközés
Ankarai vonatütközés: 2018. december 13-án egy nagysebességű személyvonat és egy mozdony ütközött össze a törökországi Ankara tartományban lévő Yenimahalle közelében. Az ütközés során a személyvonat három kocsija (kocsi/vagon) kisiklott. Három mozdonyvezető és öt utas a helyszínen meghalt, 84 ember pedig megsérült. Egy másik sérült utas később meghalt, 34 utast, köztük kettőt kritikus állapotban, több kórházban kezeltek.